# Ciclismo ai III Giochi olimpici giovanili estivi
Il programma del ciclismo ai III Giochi olimpici giovanili estivi prevede lo svolgimento di quattro gare tra il 7 e il 17 ottobre 2018.
Nelle gare a squadre maschili e femminili ogni squadra nazionale era formata da due atleti. Gli eventi comprendevano 5 prove: 3 su strada (corsa su strada, ciclismo e prova a cronometro) e 2 su Mountain Bike (Cross Country a eliminazione e Prova su circuito corto).
Nei due eventi di BMX (Racing e Freestyle) le squadre erano composte da un ragazzo e una ragazza. Nel Freestyle le squadre potevano essere composte anche da atleti di nazionalità diverse.

## Podi
| Evento                   | Oro                                                                        | Argento                                  | Bronzo                                                        |
| Gara a squadre maschile  | Kazakistan Gleb Brussenskiy Yevgeniy Fedorov                               | Lussemburgo Nicolas Kess Arthur Kluckers | Gran Bretagna Harry Birchill Sean Flynn                       |
| Gara a squadre femminile | Danimarca Sofie Pedersen Mie Saabye                                        | Austria Laura Stigger Hannah Streicher   | Ungheria Virag Buzsaki Kata Blanka Vas                        |
| BMX Racing               | Russia Varvara Ovchinnikova Ilia Beskrovnyy                                | Svizzera Zoe Claessens Kevin Schunck     | Colombia Gabriela Bolle Carrillo Juan Camilo Ramirez Valencia |
| BMX Freestyle            | Argentina Agustina Roth Inaki Iriartes Germania Lara Lessmann Evan Brandes | non assegnato                            | Giappone Kanami Tanno Yuma Oshimo                             |

- Wikimedia Commons contiene immagini o altri file su Ciclismo ai III Giochi olimpici giovanili estivi